# 종극일반
《종극일반》(중국어 간체자: 终极一班, 정체자: 終極一班, 병음: Zhōng jí yī bān 중지이반[*], KO One 케이오 원[*])은 타이완의 텔레비전 드라마.

## 등장 인물

### 주요 인물
- 왕둥청(汪東城) : 왕다둥(汪大東) 역
- 리수옌(李姝姸) : 황중싱(黃安琪) 역
- 천이루(辰亦儒) : 왕야써(王亞瑟) 역
- 옌야룬(炎亞綸) : 딩샤오위(丁小雨) 역
- 탕위저(唐禹哲) : 레이커쓰(雷克斯) 역
- 장호명(중국어판)(張皓明) : 진바오싼(金寶三) 역
- 공계안(중국어판)(龔繼安) : 지안(技安) 역

#### 종극일반 다른 학생들
- 채지운(중국어판)(蔡芷紜) : 차이윈한, 진강제제(蔡雲寒, 金剛姐姐) 역
- 채이진(중국어판)(蔡宜臻) : 차이우슝, 진강메이메이, 샤오바이(蔡五熊, 金剛妹妹, 小白) 역
- 황소유(중국어판)(黃小柔) : 사제(煞姐) 역
- 왕회훤(중국어판)(王懷萱) : 타오쯔(桃子) 역
- 왕회훤(중국어판)(王懷萱) : 바이린다(白琳達) 역
- a Chord(중국어판) : 사위(鯊魚) 역